# Leptopelis gramineus
Espèce
Synonymes
- Megalixalus gramineus Boulenger, 1898
- Pseudocassina ocellata Ahl, 1924
- Pseudocassina rugosa Ahl, 1924

Statut de conservation UICN

 LC  : Préoccupation mineure
Leptopelis gramineus est une espèce d'amphibiens de la famille des Arthroleptidae.

## Répartition
Cette espèce est endémique d'Éthiopie. Elle se rencontre de 1 900 à 3 900 m d'altitude sur les deux versants de la vallée du Grand Rift.

## Description
Les mâles mesurent de 20 à 45 mm et les femelles de 40 à 63 mm.

## Publication originale
- Boulenger, 1898 "1897" : Concluding report on the late Capt. Bottego’s collection of reptiles and batrachians from Somaliland and British East Africa. Annali del Museo Civico di Storia Naturale di Genova, ser. 2, vol. 18, p. 715-723 (texte intégral).